# Aneta Kajzer
Aneta Kajzer (ur. 1989 w Katowicach) – polsko-niemiecka malarka współczesna.

## Życiorys
W latach 2008–2010 studiowała historię sztuki i etnologię europejską na Uniwersytecie w Würzburgu, a w latach 2011–2017 sztuki piękne na Akademii Sztuk Pięknych w Moguncji pod okiem Anne Berning i Shannon Bool. Otrzymała rezydenturę w Künstlerhaus Bethanien w Berlinie. Jej pierwsza zweryfikowana wystawa to Aneta Kajzer & Julia Carolin Kothe w Opelvillen w Rüsselsheim w 2017 roku. W 2018 roku brała udział w programie rozwojowym dla artystek wizualnych Goldrausch Künstlerinnenprojekt.
Mieszka i pracuje w Berlinie. 

## Działalność artystyczna
W swojej twórczości unika tradycyjnych koncepcji obrazu, często balansując na granicy między estetyką a deformacją. Jej zniekształcone, różnorodne postacie odzwierciedlają społeczne niepokoje, a kompozycje łączą elementy abstrakcji i figuracji, tworząc napięcie między kontrastującymi formami wyrazu. Proces twórczy artystki rozpoczyna się od intuicyjnego doboru kolorów i pociągnięć pędzla, które początkowo przybierają płynne, zmienne kształty, zanim osiągną swoją ostateczną formę. Często to jeden, precyzyjnie umieszczony na jej obrazach akcent farby nadaje całości sens, wykorzystując zjawisko pareidolii czy sugestywnych skojarzeń. Używa do swojej pracy szerokich pędzli i rozcieńczonych farb olejnych.
Jej prace najczęściej wystawiane są w Niemczech, ale miała również wystawy m.in. w Danii, Wielkiej Brytanii czy Francji. Jej prace posiadają m.in. następujące muzea, galerie i instytucje: Kunstsammlungen Chemnitz i Museum Gunzenhauser w Chemnitz, Da Vinci Künstlerpinselfabrik Defet GmbH w Norymberdze, New Carlsberg Foundation czy Sammlung Wemhöner, a w Polsce Muzeum Narodowe w Gdańsku.
Współpracuje z paryską galerią sztuki Semiose.

## Wybrane wystawy
- 2017: Slightly abstract, oMo artspace, Berlin
- 2018: Hungry Eyes, Werk, Berlin
- 2018: Guilty Pleasure, Warte für Kunst, Kassel
- 2018: Out of Touch, Künstlerhaus Bethanien(inne języki), Berlin
- 2019: We come from the saltiest sea, Galerie Conrads, Düsseldorf
- 2020: Once More with Feeling, Galleri Kant, Kopenhaga
- 2021: Heavy Water, Semiose, Paryż
- 2021: Deep Blue Purple, Institut für moderne Kunst Nürnberg(inne języki), Norymberga
- 2021: Eyes On Me, Galerie Kandlhofer, Wiedeń
- 2022: Head in the Clouds, Semiose, Paryż
- 2022: Fließende Wesen, Kallmann-Museum(inne języki), Monachium
- 2022: Take a Dip, Galleri Kant, Kopenhaga
- 2022: It Must Be Bunnies, Page (NYC), Nowy Jork
- 2022: Sind wir schon da?, Galerie Conrads, Berlin
- 2023: Come out to Play, PALM, Tajpej
- 2023: Melt Away, 104 Galerie, Tokio
- 2023: Dreams are my Reality, Sim Smith Gallery, Londyn
- 2024: Ghosted, PAGE (NYC), Nowy Jork

Źródło: